# Buhe
Buhe (Siphonaptera) su mali (duge 1,5 do 3 mm), pokretni, najčešće tamno obojeni, beskrilni kukci koji posjeduju cjevčicu na usnom aparatu prilagođenu sisanju krvi domaćina.
Postoji više od 2.000 vrsta.

## Opis
Tijelo im je postranice spljošteno što omogućava lakše kretanje kroz dlaku i perje domaćina. Noge su im dugačke, posebno zadnji par koji je prilagođen za skakanje, oko 200 puta više od dužine tijela, što čini buhu najboljim skakačem u životinjskom svijetu (u odnosu na dužinu tijela). Tijelo im je čvrsto, polirano i pokriveno brojnim dlačicama okrenutim prema nazad što omogućava lakše i brže kretanje. Može izdržati veliki pritisak, kao što je preživljavanje češanja. Dok se odrasle buhe hrane samo krvlju, njihove ličinke se hrane organskom materijom kao što je izmet odraslih jedinki.

## Razvoj
Buhe se razvijaju potpunom preobrazbom prolazeći i kroz faze embrija, ličinke,kukuljice,odraslog kukca
1. Životni ciklus počinje kada ženka izbaci jaja nakon hranjenja. Jaja se liježu u grupicama do 20 komada, obično na domaćinu, nakon čega padaju na tlo. To se dešava najčešće na mjestima gdje domaćin se odmara ili spava. Jajima je potrebno oko dva dana da se izlegu. 
2. Ličinke zatim izlaze iz jaja i počinju se hraniti dostupnom organskom materijom kao što su mrtvi kukci, izmet i sl. Slijepe su i izbjegavaju svjetlost, drže se tamnijih mjesta kao što je pijesak, razne šupljine ili mjesto za spavanje domaćina.
3. Ličinke se razvijaju 1-2 tjedna nakon čega stvaraju oko sebe kukuljicu.
4. Nakon 1-2 tjedna potpuno se razvijaju i spremne su izaći iz kukuljice. U slučaju da domaćina nema u blizini mogu ostati u kukuljici dok ne dobiju signal za izlazak, a to je prisustvo domaćina. Signal mogu biti vibracije, zvuk, toplina i ugljikov dioksid. U fazi ličinke mogu i prezimiti. Nakon izlaska iz kukuljice odrasle buhe imaju jedan tjedan da nađu hranu, nakon čega mogu preživjeti od dva mjeseca pa čak i do godinu dana bez hrane.

## Ponašanje
Buhe napadaju različite vrste toplokrvnih kralježnjaka uključujući pse, mačke, ljude, kokoške, zečeve, vjeverice, štakore, miševe i dr. Buhe na tijelu domaćina uzrokuju svrab koji rezultira pokušajem domaćina da otkloni buhu griženjem, češanjem i sl. Također buhe kod nekih domaćina mogu uzrokovati i alergijske reakcije na pljuvačku buha.
Pseća buha (lat. Ctenocephalides canis) je vrsta buhe, eksterni parazit pasa, ali može se naći i na mačkama, štakorima, zečevima, lisicama i ljudima.
Mačja buha je eksterni parazit domaće mačke, ali se također može naći i na psima. Životni ciklus može obaviti i na drugim mesojedima, a može se naći i na zečevima, stoci, glodarima i ljudima ali na njima ne može dugo opstati.
Ljudska buha (lat. Pulex irritans) je vrsta buhe rasporostranjene po cijelom svijetu sa širokim spektrom domaćina za parazitiranje.
Iako ova buha nosi naziv "ljudska", može se naći i na mnogim vrstama sisara i ptica.

## Natporodice
1. Ancistropsylloidea, porodice: Ancistropsyllidae.
2. Ceratophylloidea, porodice: Ceratophyllidae, Ischnopsyllidae, Leptopsyllidae, Xiphiopsyllidae
3. Coptopsylloidea, porodice: Coptopsyllidae
4. Hystrichopsylloidea, porodice: Chimaeropsyllidae, Hystrichopsyllidae
5. Macropsylloidea, porodice: Macropsyllidae
6. Malacopsylloidea, porodice: Malacopsyllidae, Rhopalopsyllidae
7. Pulicoidea, porodice: Pulicidae, Tungidae
8. Pygiopsylloidea, porodice: Lycopsyllidae, Pygiopsyllidae, Stivaliidae
9. Stephanocircidoidea, porodice: Stephanocircidae.
10. Vermipsylloidea, porodice: Vermipsyllidae

## Drugi projekti
|  | Zajednički poslužitelj ima još gradiva o temi buhe |
|  | Wikivrste imaju podatke o taksonu buhama           |